# Campionato del mondo di calcio da tavolo 1998 - Categoria squadre Under-16
Il Campionato del Mondo di Calcio da tavolo di Namur in Belgio.
Fasi di qualificazione ed eliminazione diretta della gara a squadre della Categoria Under16.
Per la classifica finale vedi Classifica.
Per i risultati delle altre categorie:
- squadre individuale Open
- squadre Open
- individuale Under20
- squadre Under20
- individuale Under16
- individuale Veterans
- squadre Veterans
- individuale Femminile
- squadre Femminile

## Primo Turno

### Girone 1

#### Italia-Galles4-0
| Bruno Mazzeo         | William Holliday | 11-0 |
| Ilario Dragonetti    | Carl Thorne      | 4-0  |
| Marco Brunelli       | Katy Salmon      | 15-0 |
| Daniele Della Monaca | Edward Williams  | 5-0  |

#### Austria-Portogallo4-0
| Michael Dressler | Luis Fernandes    | 4-0 |
| Markus Jurik     | Vitor Lopez       | 2-0 |
| Wolfgang Haas    | Bernardo Laurenço | 3-0 |
| Elisabeth Haas   | ff                | 3-0 |

#### Italia-Portogallo4-0
| Daniele Della Monaca          | Luis Fernandes    | 5-0 |
| Ilario Dragonetti             | Vitor Lopez       | 2-0 |
| Bruno Mazzeo / Marco Brunelli | Bernardo Laurenço | 9-0 |
| Daniele Bertelli              | ff                | 3-0 |

#### Austria-Galles4-0
| Michael Dressler | Katy Salmon      | 5-2 |
| Markus Jurik     | Carl Thorne      | 5-2 |
| Wolfgang Haas    | Edward Williams  | 5-2 |
| Elisabeth Haas   | William Holliday | 5-2 |

#### Austria-Italia3-1
| Michael Dressler | Bruno Mazzeo                         | 2-4 |
| Markus Jurik     | Daniele Della Monaca                 | 4-1 |
| Wolfgang Haas    | Marco Brunelli                       | 3-1 |
| Elisabeth Haas   | Daniele Bertelli / Ilario Dragonetti | 1-0 |

#### Portogallo-Galles3-1
| Bernardo Laurenço | William Holliday | 1-0 |
| Vitor Lopez       | Carl Thorne      | 8-0 |
| Luis Fernandes    | Edward Williams  | 2-0 |
| ff                | Katy Salmon      | 0-3 |

### Girone 2

#### Spagna-Inghilterra3-1
| Miguel Ángel López | Nick Donaldson / Paul Sutton | 4-0 |
| Alberto Mateos     | Richard Grimley              | 3-0 |
| Luis Mateos        | Peter Thomas                 | 5-1 |
| ff                 | Algy Taylor                  | 0-3 |

#### Paesi Bassi-Spagna1-3
| Rhamez Khader     | Miguel Ángel López | 2-10 |
| Rubben van Rossum | Luis Mateos        | 2-9  |
| Tunga Kalin       | Alberto Mateos     | 1-9  |
| Dave van Duren    | ff                 | 3-0  |

#### Paesi Bassi-Inghilterra0-4
| Rhamez Khader     | Richard Grimley            | 0-6 |
| Rubben van Rossum | Peter Thomas / Algy Taylor | 2-4 |
| Tunga Kalin       | Paul Sutton                | 0-5 |
| Dave van Duren    | Nick Donaldson             | 0-4 |

### Girone 3

#### Francia-Belgio2-2
| Cédric Garnier                   | Roanne Torré     | 2-1 |
| Cédric Wienecke                  | Sébastien Brulez | 0-3 |
| Rémi Soret                       | Alexis Canfin    | 2-1 |
| Thomas Ponte / Sébastien Garnier | Sami Targui      | 0-6 |

#### Francia-Germania1-0
| Cédric Garnier               | Daniel Badziung        | 1-1 |
| Cédric Wienecke / Rémi Soret | Stephan Boddenberg     | 1-1 |
| Thomas Ponte                 | Jan-Eike Göke          | 2-0 |
| Sébastien Garnier            | Pietro Di Pietrantonio | 1-1 |

#### Belgio-Germania4-0
| Roanne Torré                     | Daniel Badziung                | 3-2 |
| Sami Targui                      | Stephan Boddenberg             | 5-1 |
| Sébastien Brulez / Alexis Canfin | Marcel Leckler / Jan-Eike Göke | 7-0 |
| Michael Casciano                 | Pietro Di Pietrantonio         | 3-1 |

## Quarti di finale

### Austria-Germania3-0
| Elisabeth Haas   | Daniel Badziung                         | 3-3  |
| Markus Jurik     | Stephan Boddenberg                      | 7-2  |
| Wolfgang Haas    | Jan-Eike Göke                           | 13-1 |
| Michael Dressler | Pietro Di Pietrantonio / Marcel Leckler | 5-0  |

### Francia-Inghilterra3-1
| Cédric Garnier    | Richard Grimley | 3-2 |
| Cédric Wienecke   | Nick Donaldson  | 4-2 |
| Rémi Soret        | Peter Thomas    | 1-0 |
| Sébastien Garnier | Paul Sutton     | 0-1 |

### Belgio-Italia0-3
| Roanne Torré     | Bruno Mazzeo         | 0-1 |
| Sami Targui      | Ilario Dragonetti    | 0-1 |
| Sébastien Brulez | Daniele Della Monaca | 2-2 |
| Alexis Canfin    | Marco Brunelli       | 0-2 |

### Portogallo-Spagna0-3
| Vitor Lopez       | Miguel Ángel López | 2-3  |
| Bernardo Laurenço | Luis Mateos        | 0-6  |
| Luis Fernandes    | Alberto Mateos     | 0-6  |
| ff                | ff                 | n.d. |

## Semifinali

### Austria-Francia2-1
| Elisabeth Haas   | Cédric Garnier    | 2-3 |
| Markus Jurik     | Sébastien Garnier | 3-1 |
| Wolfgang Haas    | Rémi Soret        | 1-1 |
| Michael Dressler | Cédric Wienecke   | 3-2 |

### Italia-Spagna1-2
| Ilario Dragonetti | Miguel Ángel López | 1-2 |
| Marco Brunelli    | Luis Mateos        | 1-1 |
| Bruno Mazzeo      | Alberto Mateos     | 0-3 |
| Daniele Bertelli  | ff                 | 3-0 |

## Finale

### Austria-Spagna2-1
| Markus Jurik     | Miguel Ángel López | 3-3 |
| Michael Dressler | Luis Mateos        | 1-3 |
| Wolfgang Haas    | Alberto Mateos     | 3-2 |
| Elisabeth Haas   | ff                 | 3-0 |